# 季霍列茨克區

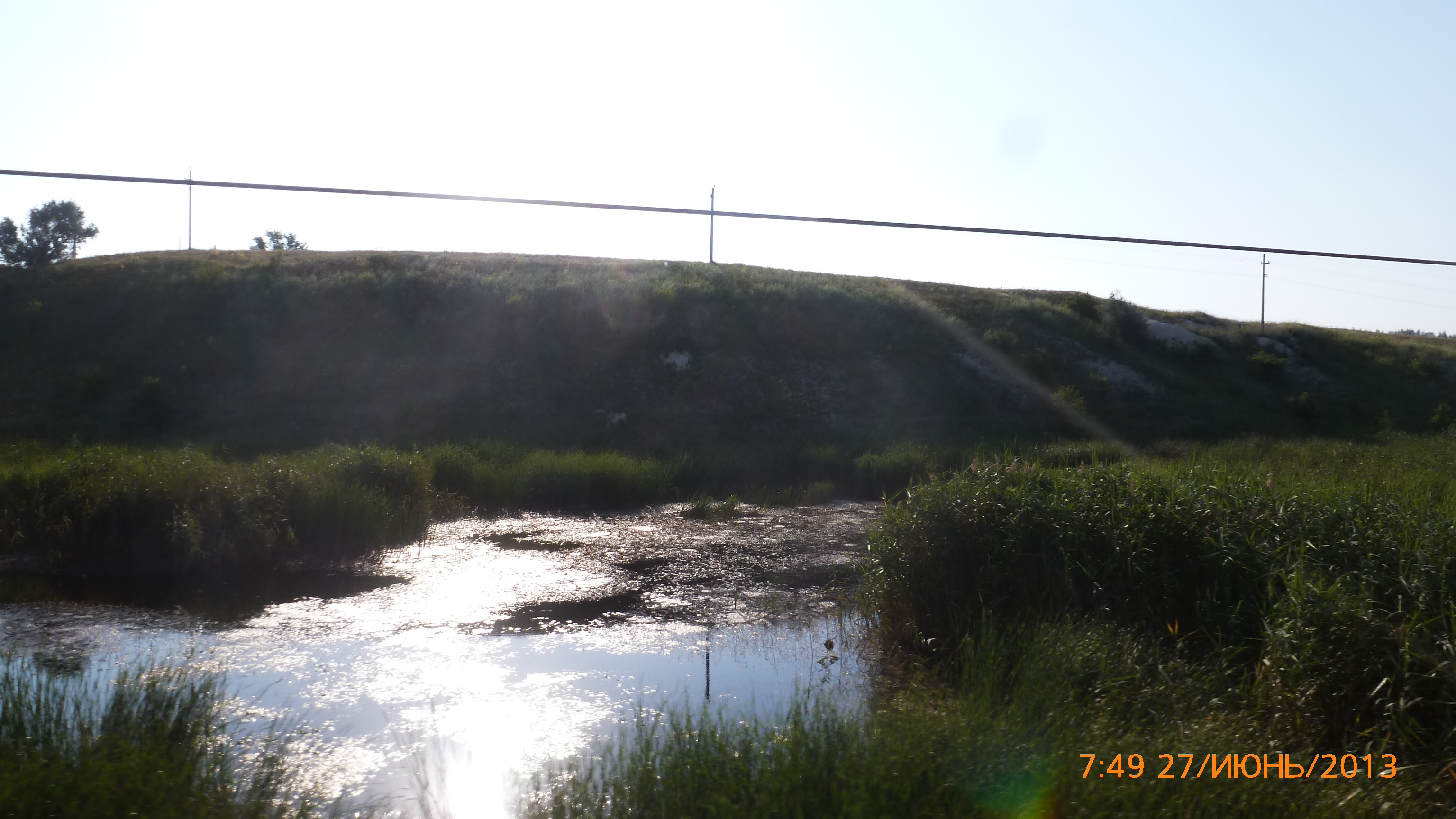

45°51′17″N 40°07′31″E / 45.85472°N 40.12528°E
季霍列茨克區（俄语：Тихорецкий район），是俄羅斯的一個區，位於該國西南部，由克拉斯諾達爾邊疆區負責管轄，面積1,825.4平方公里，2010年人口59,106，人口密度每平方公里32.38人。